# C25H26O5
化学式C25H26O5（摩尔质量：406.47 g/mol）可能指：
- 黄腐酚E，CAS号：274675-26-2
- 甘草宁Q，CAS号：134958-52-4
- 6,8-二异戊烯基金雀异黄素，CAS号：51225-28-6
- Shamixanthone，CAS号：35660-46-9

|  | 这个同类索引页列出了具有相同分子式的化学物（即同分異構體）条目。 除非您是有意链接至本页，否则应将相应条目的内部链接指向正确的条目。 |